# Джеймстаун (Огайо)
Джеймстаун (англ. Jamestown) — селище (англ. village) в США, в окрузі Грін штату Огайо. Населення — 2052 особи (2020).

## Географія
Джеймстаун розташований за координатами 39°39′34″ пн. ш. 83°44′34″ зх. д. / 39.65944° пн. ш. 83.74278° зх. д. (39.659458, -83.742737).  За даними Бюро перепису населення США в 2010 році селище мало площу 3,14 км², з яких 3,13 км² — суходіл та 0,01 км² — водойми.

## Демографія
Згідно з переписом 2010 року, у селищі мешкали 1993 особи в 758 домогосподарствах у складі 524 родин. Густота населення становила 635 осіб/км².  Було 836 помешкань (267/км²).
Расовий склад населення:
| - 95,1 % — білих - 2,4 % — чорних або афроамериканців - 0,2 % — азіатів - 0,1 % — корінних американців |

До двох чи більше рас належало 1,7 %. Частка іспаномовних становила 0,7 % від усіх жителів.
За віковим діапазоном населення розподілялося таким чином: 25,7 % — особи молодші 18 років, 58,3 % — особи у віці 18—64 років, 16,0 % — особи у віці 65 років та старші. Медіана віку мешканця становила 36,7 року. На 100 осіб жіночої статі у селищі припадало 82,8 чоловіків;  на 100 жінок у віці від 18 років та старших — 83,3 чоловіків також старших 18 років.
Середній дохід на одне домашнє господарство  становив 49 105 доларів США (медіана — 45 458), а середній дохід на одну сім'ю — 55 215 доларів (медіана — 49 583). Медіана доходів становила 44 630 доларів для чоловіків та 27 768 доларів для жінок. За межею бідності перебувало 13,7 % осіб, у тому числі 20,2 % дітей у віці до 18 років та 3,0 % осіб у віці 65 років та старших.
Цивільне працевлаштоване населення становило 824 особи. Основні галузі зайнятості: освіта, охорона здоров'я та соціальна допомога — 27,3 %, виробництво — 23,5 %, роздрібна торгівля — 14,3 %, науковці, спеціалісти, менеджери — 6,6 %.